# Nasinu
Nasinu är ett urbant område i Fiji. Det är officiellt en ort, och ön inkorporerades som sådan 1999, även om dess befolkning på runt 80 000 invånare är den dubbla gentemot Lautoka, som officiellt är en stad. Nasinu är det näst största urbana området i Fiji, efter huvudstaden Suva, och är en av Fijis snabbast växande orter. Dess yta på kring 4 500 km² är det största av något kommunalt område i Fiji, och mer än dubbelt så stort som Suva.